# Афогато
Афогато (итал. affogato) или како је традиционалније познат „affogato al caffè” (на италијанском „утопљен у кафи“), је италијански десерт на бази кафе. Обично се прави од кугле сладоледа са укусом млека (fior di latte) или ваниле, преливеног или "утопљеног" врућим еспресоом. Неке варијанте могу да садрже амарето, бицерин, калуа или неки други ликер.

## Варијанте афогата
Иако ресторани и кафићи у Италији категоришу афогато као десерт, неки ресторани и кафићи ван Италије га категоришу као пиће.
Без обзира да ли је десерт или пиће, ресторани и кафићи обично служе афогато у високој чаши која се сужава, омогућавајући сладоледу да се истопи и комбинује са еспресом у удубљени простор на дну чаше.
Повремено се додају кокос, бобице, саће или више врста сладоледа.Уз овај напитак се може послужити и кекс или колачић. У афогату се често ужива после оброка као дкомбинација напитка и десерта, и једе се кашиком или пије на сламчицу.
Док је рецепт за афогато мање-више стандардан у Италији, а састоји се од кугле сладоледа fior di latte (без укуса) или  ваниле преливене чашицом еспреса, варијације постоје у европским и северноамеричким ресторанима.

## Историја
Порекло афогата у италијанској историји је непознато. Популарност у Италији је стекао током педесетих година двадесетог века, што се поклопило са индустријализацијом производње сладоледа.У Америци је реч афогато укључена у енглеске речнике од 1992. године.